# Црква Преноса моштију Светог Николаја Чудотворца у Протопопинцима
Црква Преноса моштију Светог Николаја Чудотворца у Протопопинцима, насељеном месту на територији  општине Димитровград, православни је храм који припада Епархији нишкој Српске православне цркве.
Црква посвећена Преносу моштију Светог Николаја Чудотворца сазидана је око 1880. године на необичном темељу од храстове грађе, а на тај начин због мочварног терена у близини реке, а на још старијим темељима. Записана су имена мајстора Јота, Најден и Гера. На западној страни порте саграђена је звонара са звоном направљеним у Јагодини 1937. године. Народ се се окупља да прослави Пренос моштију Светог Николе.